# Alfonsina Mesa
Alfonsina Mesa, (Florida, 8 octubre de 2005) és un estudiant i escriptora uruguaiana. Filla de Mónica Luengo y Mauricio Mesa. Guardonada el 2022, com una de les 8 Dones Destacades del seu departament Florida, reconeguda per la Junta departamental pels tres llibres i amb el Premi Inju a la categoria Art i Cultura.

## Llibres
- 2020, ¿A quién elijo? Entre dos amores. (ISBN 978-9915-41-565-9)
- 2021, Un misterioso campamento. (ISBN 9789915415642)
- 2022, El intercambio: un chico mentiroso. (ISBN 978-9915-41-564-2)

## Premis
- 2022, Dones Destacades de Florida.
- 2022, Premi Inju a la categoria Art i Cultura.
- 2022, Reconeguda per la Junta Departamental pels tres llibres.